# Die Beamtenprüfung

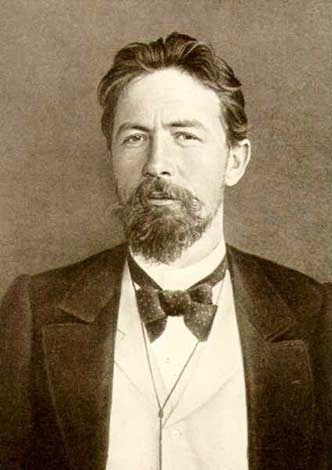
Anton Tschechow

Die Beamtenprüfung (russisch Экзамен на чин, Eksamen na tschin) ist eine Kurzgeschichte des russischen Schriftstellers Anton Tschechow, die am 14. Juli 1884 in der Nr. 28 des Petersburger humoristischen Wochenblattes Oskolki erschien. Zu Lebzeiten des Autors wurde der Text ins Bulgarische und Serbokroatische übersetzt.

## Inhalt
Der knapp sechzig Jahre alte weißbärtige Beamte Jefim Sacharytsch Fendrikow hat einundzwanzig Jahre am Postschalter gedient und stellt sich der Prüfung für die erste Rangklasse, weil er Kollegienregistrator werden möchte. In der Prüfungskommission, der der soeben angereiste mürrische Inspektor der Volksschulen Achachow vorsteht, sitzen lauter Lehrer. Der Prüfling Fendrikow fürchtet unter dieser Leuten eigentlich nur den Geographielehrer Galkin. Letzterer ist nachtragend und kann Fendrikow das Anranzen am Postschalter „Hinten anstellen!“ nicht verzeihen. Der Russischlehrer Piwomedow möchte den aufgeregten Prüfling beruhigen. Das Examen sei nur pro forma angesetzt. Keiner falle durch.
Die Russischprüfung geht auch gut über die Bühne. Fendrikow macht im Diktat nur verzeihliche Fehler. Allerdings führt ihn dann sein Feind Galkin mit der Frage nach den Nebenflüssen des Ganges aufs Glatteis. Es erweist sich letztendlich, Fendrikow ist geographisch wenigstens teilweise auf der Höhe. Er kann auf Galkins hinterhältige Anfrage die Postleitzahl von Shitomir aus dem Effeff hersagen. Die Arithmetik ist an der Reihe. Fendrikow fällt dazu nichts ein. Er bittet den Inspektor Achachow um Gnade. 
Als dann Fendrikow zusammen mit den Kollegen und Lehrern in der Kneipe feiert, kann er sich nicht so recht über die bestandene Prüfung freuen. Einen Monat lang hat er Stereometrie gepaukt. Und das Fach stand nicht auf dem Prüfungsprogramm.

## Verfilmung
- 1969, Sowjetunion, 5. Kanal[2]: Komödie von Gennadi Iwanow[3] mit Wassili Merkurjew als Prüfling Jefim Fendrikow.[4]

## Deutschsprachige Ausgaben
Verwendete Ausgabe
- Gerhard Dick (Hrsg.), Wolf Düwel (Hrsg.): Anton Tschechow: Gesammelte Werke in Einzelbänden: Die Beamtenprüfung. S. 204–208 in: Gerhard Dick (Hrsg.): Anton Tschechow: Vom Regen in die Traufe. Kurzgeschichten. Aus dem Russischen übersetzt von Ada Knipper und Gerhard Dick. Mit einem Vorwort von Wolf Düwel. 630 Seiten. Rütten & Loening, Berlin 1964 (1. Aufl.)[5]